# Nordjyllands storkrets
Nordjyllands storkrets (danska: Nordjyllands storkreds) är en av tio storkretsar som används vid val till Folketinget sedan 2007. Den är indelad i valkretsarna Frederikshavn, Hjørring, Brønderslev, Thisted, Himmerland, Mariagerfjord, Ålborg Øst, Ålborg Vest och Ålborg Nord.

## Valresultat

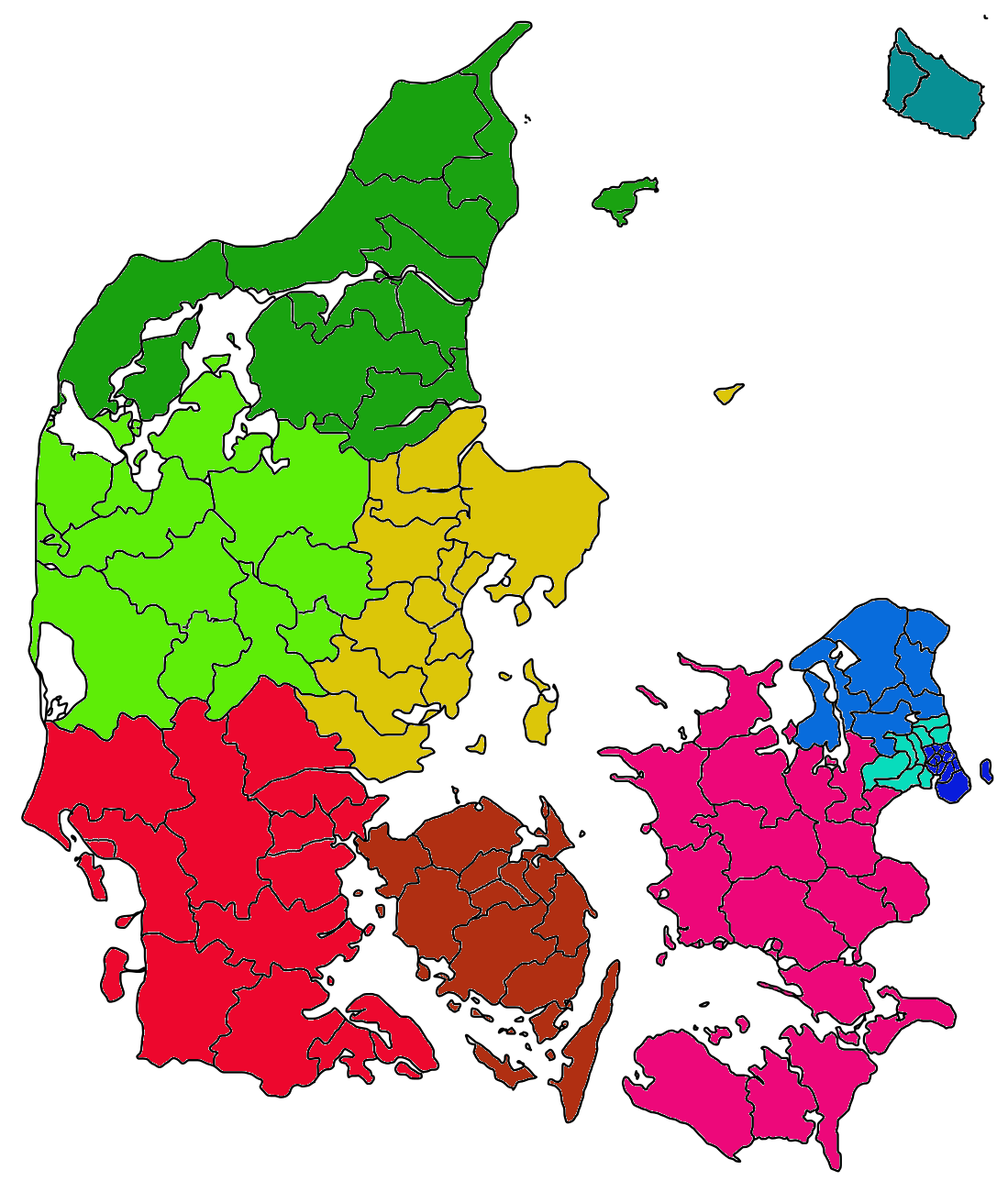
Storkretsar med Nordjylland och valkretsar (avgränsade med svarta sträck)

| Parti                       | 2007    | 2011    | 2015    | 2019    | 2022    |
| --------------------------- | ------- | ------- | ------- | ------- | ------- |
| Socialdemokratiet           | 29,3    | 30,3    | 30,0    | 33,9    | 34,0    |
| Venstre                     | 25,5    | 27,4    | 23,2    | 26,8    | 14,0    |
| Dansk Folkeparti            | 13,6    | 12,1    | 21,9    | 9,5     | 1,9     |
| Det Konservative Folkeparti | 13,4    | 5,4     | 2,7     | 4,9     | 4,4     |
| Socialistisk Folkeparti     | 10,3    | 8,7     | 3,3     | 5,4     | 5,7     |
| Radikale Venstre            | 3,9     | 6,9     | 3,1     | 5,1     | 2,4     |
| Liberal Alliance            | 1,8     | 4,0     | 5,9     | 1,9     | 7,1     |
| Enhedslisten                | 1,1     | 4,4     | 6,1     | 4,3     | 3,0     |
| Kristendemokraterne         | 1,1     | 0,8     | 0,9     | 1,6     | 0,4     |
| Alternativet                |         |         | 2,8     | 2,0     | 1,9     |
| Nye Borgerlige              |         |         |         | 2,0     | 3,5     |
| Stram Kurs                  |         |         |         | 1,7     |         |
| Klaus Riskær Pedersen       |         |         |         | 0,8     |         |
| Danmarksdemokraterne        |         |         |         |         | 15,2    |
| Moderaterne                 |         |         |         |         | 6,3     |
| Frie Grønne                 |         |         |         |         | 0,3     |
| Partilösa                   | 0,0     | 0,0     | 0,0     |         | 0,1     |
| Röstande                    | 368 993 | 375 379 | 369 774 | 366 396 | 369 944 |

## Valda
| Krets                       | 2007                                                                                                  | 2011                                                                                                   | 2015 | 2019 | 2022 |
| --------------------------- | --- | --- | --- | --- | --- |
| Socialdemokratiet           | Orla Hav, Bjarne Laustsen, Ole Vagn Christensen, Rasmus Prehn, Lene Hansen, Flemming Møller Mortensen | Orla Hav, Bjarne Laustsen, Simon Kollerup, Flemming Møller Mortensen, Rasmus Prehn, Ane Halsboe-Larsen | Bjarne Laustsen, Orla Hav, Simon Kollerup, Ane Halsboe-Jørgensen, Flemming Møller Mortensen, Rasmus Prehn | Mette Frederiksen, Bjarne Laustsen, Simon Kollerup, Flemming Møller Mortensen, Orla Hav, Rasmus Prehn, Ane Halsboe-Jørgensen | Mette Frederiksen, Simon Kollerup, Bjarne Laustsen, Flemming Møller Mortensen, Ane Halsboe-Jørgensen, Per Husted, Rasmus Prehn |
| Venstre                     | Tina Nedergaard, Birgitte Josefsen, Torsten Schack Pedersen, Karsten Lauritzen, Per Bisgaard          | Karsten Lauritzen, Tina Nedergaard, Torsten Schack Pedersen, Preben Bang Henriksen, Birgitte Josefsen  | Søren Gade, Preben Bang Henriksen, Karsten Lauritzen, Torsten Schack Pedersen                             | Preben Bang Henriksen, Karsten Lauritzen, Marie Bjerre, Torsten Schack Pedersen, Anne Honoré Østergaard                      | Preben Bang Henriksen, Marie Bjerre, Torsten Schack Pedersen                                                                   |
| Dansk Folkeparti            | Bent Bøgsted, Anita Knakkergaard, Ib Poulsen                                                          | Bent Bøgsted, Morten Marinus Jørgensen                                                                 | Bent Bøgsted, Morten Marinus, Lise Bech, Ib Poulsen                                                       | Bent Bøgsted, Lise Bech | |
| Det Konservative Folkeparti | Lene Espersen, Jakob Axel Nielsen, Knud Kristensen                                                    | Lene Espersen                                                                                          | | Per Larsen | Per Larsen |
| Socialistisk Folkeparti     | Pernille Vigsø Bagge, Karl Bornhøft                                                                   | Pernille Vigsø Bagge, Lisbeth Bech Poulsen                                                             | Lisbeth Bech Poulsen                                                                                      | Lisbeth Bech Poulsen | Theresa Berg Andersen |
| Radikale Venstre            | Marianne Jelved                                                                                       | Marianne Jelved                                                                                        | Marianne Jelved                                                                                           | Marianne Jelved | Christian Friis Bach |
| Liberal Alliance            | | Thyra Frank                                                                                            | Christina Egelund                                                                                         | | Sólbjørg Jakobsen |
| Enhedslisten                | | Stine Maiken Brix                                                                                      | Stine Brix                                                                                                | Peder Hvelplund | Peder Hvelplund |
| Alternativet                | | | Torsten Gejl                                                                                              | Susanne Zimmer | Theresa Scavenius |
| Danmarksdemokraterne        | | | | | Inger Støjberg, Lise Bech, Kristian Bøgsted                                                                                    |
| Moderaterne                 | | | | | Kristian Klarskov |
| Nye Borgerlige              | | | | | Kim Edberg Andersen |